# جوني رايت (لاعب كرة قاعدة)
جوني رايت (بالإنجليزية: Johnny Wright)‏ هو لاعب كرة قاعدة أمريكي، ولد في 28 نوفمبر 1916، وتوفي في 4 مايو 1990.

## وصلات خارجية
- جوني رايت على موقعبيزبول رفرنس.كوم (الدوري الثانوي) (الإنجليزية)